# بيتسوفراتو
بيتسوفراتو (بالإيطالية: Altino)‏ هي بلدية في مقاطعة كييتي في إقليم أبروتسو الإيطالي.

## السكان
في سنة 1861 بلغ عدد السكان 1٬796 نسمة، وتطور العدد ليصل في سنة 2011 لـ 1٬127 نسمة.
يظهر هذا المخطط البياني تطور النمو السكاني لـ بيتسوفراتو

## أعلام
- برونو سامارتينو